# Бударин, Виктор Георгиевич
Виктор Георгиевич Бударин (род. 2 октября 1946) — российский тромбонист, композитор и аранжировщик. Заслуженный артист Российской Федерации (1999), лауреат международных и всероссийских конкурсов. Профессор Ростовской Государственной Консерватории им. С. В. Рахманинова. Солист оркестра Олега Лундстрема.

## Биография
Виктор Бударин родился 2 октября 1946 года.
Получил образование в Новосибирской школе музыкальных воспитанников по классу тромбона. В 12 лет стал пианистом в эстрадном оркестре старшекурсников. В 1960 году, после расформирования школы, начал учебу в Новосибирском музыкальном училище. Его педагогом был Р. Киссель.
Затем он поступил в Новосибирскую государственную консерваторию им. М. И. Глинки, в которой его преподавателями были М. Дубирный, Г. Романенко, Г. Степанов и И. И. Бобровский Специальность — преподаватель, солист оркестра, камерный исполнитель. Во время учебы на втором курсе консерватории его пригласили в оркестр Анатолия Кролла в Туле. В 1967 году он начинает работать там в качестве солиста и оркестрового музыканта. Через 2 года он возвращается в Новосибирск и в 1972 году заканчивает консерваторию.
После окончания учёбы он поступает тромбонистом в симфонический оркестр п/у Арнольда Каца. Создаёт несколько биг-бэнд и джаз-комбо композиций.
В 1973 году основывается джаз-оркестр «Новосибирск» п\у Виктора Бударина. Он исполняет собственные оригинальные композиции, «съемные» джаз-стандарты. После совершения турне по СССР, джаз-оркестр прекращает свое существование. Вместо него появляется квинтет «Сибирь», который Виктор Бударин создает вместе с братьями Бранзбургами и Георгием Будариным.
Его приглашают в оркестр Муслима Магомаева, затем к Олегу Лундстрему. Виктор Бударин ездит на гастроли в Чехословакию, записывается на двух пластинках Всесоюзной фирмы «Мелодия». Это стали записи «Памяти Дюка Эллингтона» и «Серенада Солнечной долины».
После возвращения в Новосибирск в 1977 году Виктор Бударин решил создать собственный оркестр, при этом совмещая педагогическую работу в консерватории и художественную в филармонии. Первое выступление коллектива на джаз-фестивале в Ярославле имело успех в конце 1970-х годов. Постепенно коллектив уменьшился и стал называться «Ансамблем камерной и джазовой музыки» п\у В.Бударина.
Через 10 лет с момента создания джаз-комбо, Виктор Бударин и некоторые из музыкантов переезжают в Баку. Музыканты знакомятся с замечательным государственным эстрадно-симфоническим оркестром Азербайджана «Гая». Они начинают сотрудничать. В 1990 году Виктор Бударин возвращается в Ростов-на-Дону.
Преподает в Ростовской Государственной Консерватории им. С. В. Рахманинова. Педагогический стаж составляет 34 года. Виктор Бударин преподает дисциплины — специальность, джазовый ансамбль, оркестровый класс, импровизацию, изучение оркестровых партий и изучение оркестрового репертуара. Лауреат всероссийских и международных конкурсов. 26 января 1999 года Виктору Бударину присвоено звание Заслуженного артиста Российской Федерации.
С 1 января 2000 года профессор на кафедре эстрадно-джазовой музыки Ростовской государственной консерватории им. С. В. Рахманинова.
Лучшие ученики Виктора Георгиевича Бударина — Игорь Федюнин, Вячеслав Бартенев, Дмитрий Бударин, Евгений Белин, Олег Шаповалов, Олег Тарасевич — заведующий эстрадно-джазовым отделением в музыкальном училище города Братска.
Виктор Бударин принимал участие в выступлениях со своими ансамблями и оркестрами в Москве, Тбилиси, Новосибирске, Ростове-на-Дону, Алма-Ате, Сочи, Красноярске, Риге, Тула, Санкт-Петербурге, Волгограде, Новокузнецке.

## Семья
Отец — Георгий Бударин, сын — Дмитрий Бударин.